# Joan Tardà
 (novembre 2022).
Juan Tardà i Coma, né le 26 septembre 1953 à Barcelone, est un homme politique et enseignant de l'éducation secondaire, militant du parti catalaniste Esquerra Republicana de Catalunya (ERC).

## Biographie

### Profession
Licencié en Philosophie et Lettres, il travaille comme professeur de langue et littérature catalanes dans le lycée Esteve Terradas de Cornellà de Llobregat.

### Activités politiques
En politique, il a été conseiller communal de Cornellà, mais il est connu pour avoir été élu député espagnol aux élections générales de 2004. Il succède Joan Puigcercós en tant que porte-parole du groupe ERC en 2006 jusqu'en 2008. Il a été réélu en 2008 et en 2011.
En 2019, il renonce à tenir un nouveau mandat de député.